# Fonte Longa (Carrazeda de Ansiães)
Fonte Longa ist eine Gemeinde (Freguesia) im portugiesischen Kreis Carrazeda de Ansiães. In ihr leben 258 Einwohner (Stand 19. April 2021).